# Корсаков (порт)
Корсаков — российский морской порт на острове Сахалин на берегу залива Анива. Населённый пункт — город Корсаков Сахалинской области.

## История
Строительство порта Корсаков было начато японцами в 1907 году. Первоначально с 1907 по 1912 год был сооружен деревянный пирс протяженностью 142 метра на месте ныне существующего Южного. Глубины причалов составляли З метра. С берегом пирс соединялся мостом. В 1920 году начались работы по реконструкции пирса, а с 1923 года и моста. В 1928 году были окончены инженерно-строительные работы по реконструкции Южного пирса, являющегося сооружением гравитационного типа. Причальная стенка выполнена из массивной складки и бетонной надстройки. Головная часть выполнена из железобетонных массивов-гигантов, установленных на каменную постель. Для защиты от волнения по надстройке сооружен железо-бетонный парапет.
В дальнейшем была произведена работа по расширению порта: в 1939 году сооружен Северный пирс, который представляет собой сооружение гравитационного типа из массивов-гигантов, длина массива-гиганта 1 5 м, шириной 7,2 м и высота от 9,4 до 9,65 м. Пирс состоит из 9 причалов протяженностью 1058,7 м.п. и берегоукрепления в районе электростанции 91 м.п. Из 9 причалов, два причала (№№ 1, 9) из-за малых глубин являются нерабочими.
После окончания Великой Отечественной войны и освобождения юга Сахалина от японских оккупантов, в августе 1946 года, исходя из грузооборота и его значения как перевалочного пункта был создан «Корсаковский морской торговый порт».
На основании Указа Президиума Верховного Союза РСФСР от 5 июля 1946 года об административном территориальном устройстве Южно-Сахалинской области приказом Министра Морского флота №-935 от 4.08.1946 г., исходя из грузооборота, его значения, как перевалочного пункта, его технологического оборудования причалов, перевалочных путей, был создан Корсаковский морской торговый порт 1 разряда.
Структура и функции порта, основные типовые установки морского торгового порта утверждены 14.10.1947 г. и объявлены приказом министерства Морского флота № 373 от 15.10.1947 г.
В развитии экономики молодой Сахалинской области Корсаковский порт имел первостепенное значение, представляя собой ворота на Сахалин, связующим пунктом между материком и островом.
Корсаковский порт является одним из крупнейших портов дальневосточного бассейна, навигация в котором продолжается круглый год.
В 1949 году на Сахалин с материка в основном поступали хлебные и продовольственные товары, строительные материалы, металл и оборудование, отправляли из Сахалинской области, в основном, бумагу, лес и ряд других товаров, производимых на Сахалине.
Для решения производственных и социальных вопросов в порту были созданы: Автобаза, на территории которой имелось четыре ремонтных бокса, шесть стояночных боксов для автомашин, четыре стояночных бокса для автопогрузчиков.
Энергетическое хозяйство - основное оборудование теплоэлектростанции – котел № 3, включен в работу в 1952 году, котлы №№ 1, 2 - в 1961 году. В течение 1969-1971 годов все три котла были переведены с твердого на жидкое топливо.
Механические мастерские, расположенные на территории малого ковша. Ремонтно-строительное управление порта имело стройдвор, плотницкий цех со станочным оборудованием, пилорамный цех. Портовый флот с 1949 года имел 32 плавединицы (буксиры, катер, плашкоуты, баржи).
В порту имелась база отдыха "Маяк" в районе п. Озерское, яхт-клуб в  с. Первая Падь, пионерлагерь «Моряк», где отдыхали дети работников порта и города, стадион "Водник", где в зимнее время работал каток. Также имелись комнаты школьника «Альбатрос» и «Буревестник», два благоустроенных общежития, где проживали работники порта.
Три детсада №№ 6, 25, 29 посещали дети работников порта, имеется своя поликлиника.
Проводились мероприятия: «Посвящение в молодые рабочие», выпускалась газета "Портовик", был организован кружок художественной самодеятельности, проводились ежегодные спортивные спартакиады.
В 1992 году Портовый флот отсоединился и стал малым предприятием «Портовый Флот».
В 1993 году жилой фонд был передан городской администрации, а детсады переданы в 1994 году.
В 1994 году создана Морская администрация порта, а порт стал Открытым акционерным обществом, но не потерял своего первоначального значения.
С 5 апреля 1994 года по 30 мая 1996 года морской порт назывался Акционерным обществом открытого типа «Корсаковский морской торговый порт» (на основании Указа президента РФ от 01.07.92 года № 721).
С 30 мая 1996 года по настоящее время морской торговый порт - Открытое акционерное общество «Корсаковский морской торговый порт» (ОАО «КМТП»).

## Описание
В порту имеется 34 причала, также имеются подчинённые портпункты в других населённых пунктах.
Стивидорные компании — ОАО "Корсаковский морской торговый порт", ЗАО "Петросах", "Сахалин Энерджи Инвестмент Компани, Лтд.", ООО "Пристань", ООО "Роснефть-Востокнефтепродукт" (филиал №5), Сахалинский филиал ФГУП "Нацрыбресурс", ООО "Рыболовецкий колхоз им. С.М. Кирова" (с. Озёрское). Оборудование — 17 портальных кранов, 3 гусеничных крана, 1 автокран. Имеется - 32600 метров квадратных открых площадок, крытых складов - 12700 метров квадратных.
Порт осуществляет перевалку лесных грузов, угля, сырой нефти и нефтепродуктов, металла и металлолома, оборудования, контейнеров, генеральных грузов. Производится ремонт судов.
К порту подведена железная дорога. Связь между ним и другими населенными пунктами Сахалинской области осуществляется по автомобильной и железной дорогам, а также регулярными рейсами судов.

## Грузооборот
| Грузооборот тыс. т | Грузооборот тыс. т | Грузооборот тыс. т | Грузооборот тыс. т | Грузооборот тыс. т | Грузооборот тыс. т | Грузооборот тыс. т | Грузооборот тыс. т | Грузооборот тыс. т |
| 2003               | 2004               | 2005               | 2006               | 2007               | 2008               | 2009               | 2010               | 2011               |
| ------------------ | ------------------ | ------------------ | ------------------ | ------------------ | ------------------ | ------------------ | ------------------ | ------------------ |
| 2350,8             | ▲2682,6            | ▲2831,9            | ▲3716,4            | ▼2818,4            | ▼2169,1            | ▼1033,2            | ▼1105,6            | ▲1431,6            |